# Chelonarium acuminatum
Chelonarium acuminatum là một loài bọ cánh cứng trong họ Chelonariidae. Loài này được Méquignon miêu tả khoa học đầu tiên năm 1936.